# أليس كورسيكي
الأليس الكورسيكي نوع نباتي يتبع جنس الأليس من الفصيلة الصليبية.

## البيئة والانتشار
موطنه جنوب غرب تركيا. وأدخل إلى جزيرة كورسيكا الفرنسية في البحر الأبيض المتوسط التي أخذ اسمها.